# Atmosferski tlak
Atmosferski tlak ili tlak zraka je tlak na bilo kojem dijelu Zemljine atmosfere. U većini slučajeva atmosferski tlak se uzima jednak hidrostatskom tlaku koji uzrokuje Zemljina atmosfera koja se nalazi u stupcu iznad točke mjerenja. Područja nižeg tlaka imaju manju masu atmosfere iznad sebe, a područja s većim tlakom imaju veću. Sukladno tomu porastom nadmorske visine, smanjuje se stupac atmosfere poviše, i atmosferski tlak sukladno tome opada. Na morskoj razini atmosferski tlak nije najveći, nego je u različitim depresijama ili udolinama koje su smještene od razine mora, a poglavito u rudnicima. Na morskoj razini definirana je jedinica tlaka od jedne atmosfere.  Tlak zraka nije u svako doba isti na jednom mjestu Zemlje. Tlak se mijenja i s promjenom količine vlage u zraku. Voda je naime lakša od zraka, pa što je ima više u zraku, to će stupac zraka biti lakši.
Zrak vrši na svaku plohu neki atmosferski tlak. Taj je tlak to manji što se više dižemo uvis, jer se time smanjuje sloj zraka koji vrši pritisak. Koliki je tlak na 1 cm2 površine, to jest atmosferski tlak, pokazao je talijanski fizičar Torricelli početkom 17. stoljeća svojim pokusom koji je izveo sa živom. On je uzeo cijev, dugu 1 metar i napunio je živom do ruba. Zatim ju je začepio prstom, okrenuo i stavio okomito u posudu sa živom. Živa nije ostala do vrha u cijevi, ali nije ni sva iscurila. Prostor iznad žive je prazan prostor, a zove se Torricellijev vakuum. U stvari to nije potpuno prazan prostor jer se u njemu nalaze živine pare. Živa nije posve iscurila jer je u cijevi drži vanjski tlak. Ako je visina stupca žive 750 mm, onda isto toliki atmosferski tlak mora držati ravnotežu težini toga stupca. Kako je gustoća žive 13 534 kg/m3, to stupac žive od 0,75 m presjeka 1 cm2 (0,000 1 m2) ima težinu, odnosno stvara tlak:
{\displaystyle p=\rho \cdot g\cdot h=0,75\,{\textrm {m}}\cdot 9,81\,{\textrm {m}}{/}{\textrm {s}}^{2}\cdot 13\,534\,{\textrm {kg}}{/}{\textrm {m}}^{3}=99\,576\,{\textrm {N}}{/}{\textrm {m}}^{2}\approx 1\,{\textrm {bar}}}
Kako zrak tlači približno od 1 bar, to na primjer na površinu stola od 1 m2 vrši pritisak od oko 10 000 kg ili 10 tona. Da se stol ne smrvi, uzrok je u tome što postoji tlak i odozdo na ploču stola jer se tlak u plinovima širi na sve strane (aerostatski tlak u zraku djeluje jednako kao i hidrostatski tlak u vodi). Površina čovječjeg tijela iznosi oko 1,5 m2, pa je atmosferski pritisak na tu površinu oko 15 000 kg ili 15 tona. Taj pritisak ne može zdrobiti čovjeka jer je unutarnji tlak jednako toliki koliki i vanjski atmosferski tlak.

## Statika atmosfere
Statika atmosfere bavi se zakonitostima procesa u atmosferi koja se nalazi u mirovanju prema površini Zemlje. Iako se atmosfera redovito neprekidno giba, zakoni razdiobe tlaka i gustoće po visini, koji su izvedeni uz pretpostavku da atmosfera miruje, vrijede s velikom točnošću i kad se zrak giba. 

### Tlak zraka
U atmosferi vrijedi osnovna jednadžba statike fluida u gravitacijskom polju, prema kojoj je gradijent tlaka s povećanjem visine negativan:
{\displaystyle {\frac {dp}{dz}}=-\rho \cdot z}
gdje je: p - tlak, a ρ - gustoća. Tlak zraka na nekom mjestu:
{\displaystyle \int \limits _{p}^{0}dp=\int \limits _{z}^{\infty }\rho (z)\cdot g(z)\cdot dz}
Barički stupanj visine jest promjena visine za koju se promijeni tlak za jedinicu, dakle za {\displaystyle \Delta p=\int \limits _{0}^{\Delta p}dp=1} i uz ρ = konst. i g = konst.:
{\displaystyle \Delta h=\int \limits _{0}^{\Delta h}dz={\frac {1}{\rho \cdot g}}}
Za 1 mbar i u normalnim uvjetima (1 000 mbar, 0 °C) barički stupanj visine iznosi 8 metara.

### Standardni atmosferski tlak
Standardni atmosferski tlak se određuje kao srednji tlak na morskoj razini i on iznosi jednu standardnu atmosferu (simbol:atm). Standardna atmosfera je jednaka 101 325 Paskala, ili 760 mm Hg.
U Anglosaksonskim mjerama jedna atmosfera je jednaka 29,92 in Hg ili 14,7 psi.
Jedna atmosfera odgovara stupcu vode od 10,3 m, što je ujedno najveća teoretska usisna visina sisaljki.
Od 1999. dogovoreno je da se standardna atmosfera definira na točno 100 000 Pa ili 750,01 mm Hg.

### Srednji tlak na razini mora
Srednji tlak na razini mora je tlak na razini mora ili, ako je mjeren na nekoj nadmorskoj visini, pretvoren u tlak na morskoj razini podrazumjevajući da se radi o izotermičnom sloju na području mjerenja.
To je tlak koji se uobičajeno daje u prognozi vremena na radiju, televiziji i drugim medijima. Kućni barometri su podešeni da mjere tlak pretvoren u tlak na nivou mora, a ne stvarni lokalni atmosferski tlak.
Usklađivanje tlaka na morsku razinu znači da je područje izražavanja vrijednosti jednako posvuda, te da vrijednosti neće varirati ovisno o području mjerenja. To omogućuje jednostavniju usporedbu izmjerenih vrijednosti.  
Usklađivanje tlaka pomoću visinomjera u zrakoplovstvu je još jedan primjer. Podešenja visinomjera može biti izvedeno na dva načina:
- podešenje tako da visinomjer očitava vrijednost apsolutne nadmorske visine piste (engleska kratica QNH)
- podešenje tako da visinomjer očitava vrijednost nadmorske vrijednosti piste kao početnu ili nultu (engleska kratica QFE)

Najveći atmosferski tlak, pretvoren u tlak na morskoj razini je izmjeren u Sibiru, te iznosi 1032,0 mbar. Najniži tlakovi se mjere u središtima tropskih oluja (hurrican-a, taifun-a).

### Promjene tlaka po visini
Atmosferski tlak se mjenja počevši od razine mora pa sve do mezosfere. Iako se atmosferski tlak mijenja ovisno o vremenu, NASA je izračunala srednje vrijednosti atmosferskog tlaka na Zemlji, za cijelu godinu. Sljedeća tablica prikazuje na kojim visinama se može naći pojedini atmosferski tlak. 
| dio 1 atm | prosječna visina | prosječna visina |
| dio 1 atm | (m)              | (stopa)          |
| --------- | ---------------- | ---------------- |
| 1         | 0                | 0                |
| 1/2       | 5 486            | 18 000           |
| 1/3       | 8 376            | 27 480           |
| 1/10      | 16 132           | 52 926           |
| 1/100     | 30 901           | 101 381          |
| 1/1000    | 48 467           | 159 013          |
| 1/10000   | 69 464           | 227 899          |
| 1/100000  | 96 282           | 283 076          |

#### Izračun promjene atmosferskog tlaka s promjenom nadmorske visine
Postoje dva načina izračunavanja atmosferskoga tlaka na različitim visinama ispod 86 km . Prva jednadžba se upotrebljava kada standardni pad temperature nije jednak nuli, a druga jednadžba kada je jednak nuli.
Prva jednadžba:
{\displaystyle {p}=p_{b}\cdot \left[{\frac {T_{b}}{T_{b}+L_{b}\cdot (h-h_{b})}}\right]^{\frac {g_{0}\cdot M}{R^{*}\cdot L_{b}}}}
Druga jednadžba:
{\displaystyle {p}=p_{b}\cdot \exp \left[{\frac {-g_{0}\cdot M\cdot (h-h_{b})}{R^{*}\cdot T_{b}}}\right]}
gdje su:
{\displaystyle p} = statički tlak (paskala)
{\displaystyle T} = termodinamička temperatura (kelvina)
{\displaystyle L} = stopa opadanja termodinamičke temperature (kelvina po metru)
{\displaystyle h} = nadmorska visina (metara)
{\displaystyle R^{*}} = opća plinska konstanta: 8,31432×10³ N·m / (kmol·K)
{\displaystyle g_{0}} = ubrzanje zemljine sile teže (9,80665 m/s²)
{\displaystyle M} = molarna masa zraka na Zemlji (28,9644 g/mol)

Vrijednost indeksa b je od 0 do 6, prema sedam nivoa atmosfere, kao što je prikazano na donjoj tablici. Kod tih izraza g0, M i R* su jednoznačne, a P, L, T, i h promjenjive veličine.
| Indeks b | Nadmorska visina h2 | Nadmorska visina h2 | Statički tlak p2 | Statički tlak p2 | Standardna temperatura T2(K) | Standardna temperatura T2(°C) | Stopa opadanja standardne temperature | Stopa opadanja standardne temperature |
| Indeks b | (m)                 | (stopa)             | (paskala)        | (inHg)           | Standardna temperatura T2(K) | Standardna temperatura T2(°C) | (Lb/m)                                | (K/ft)                                |
| -------- | ------------------- | ------------------- | ---------------- | ---------------- | ---------------------------- | ----------------------------- | ------------------------------------- | ------------------------------------- |
| 0        | 0                   | 0                   | 101325           | 29,92126         | 288,15                       | 15                            | -0,0065                               | -0,0019812                            |
| 1        | 11 000              | 36 089              | 22632,1          | 6,683245         | 216,65                       | -56,5                         | 0,0                                   | 0,0                                   |
| 2        | 20 000              | 65 617              | 5474,89          | 1,616734         | 216,65                       | -56,5                         | 0,001                                 | 0,0003048                             |
| 3        | 32 000              | 104 987             | 868,019          | 0,2563258        | 228,65                       | -44,5                         | 0,0028                                | 0,00085344                            |
| 4        | 47 000              | 154 199             | 110,906          | 0,0327506        | 270,65                       | -2,5                          | 0,0                                   | 0,0                                   |
| 5        | 51 000              | 167 323             | 66,9389          | 0,01976704       | 270,65                       | -2,5                          | -0,0028                               | -0,00085344                           |
| 6        | 71 000              | 232 940             | 3,95642          | 0,00116833       | 214,65                       | -58,5                         | -0,002                                | -0,0006096                            |

#### Primjer izračuna
Treba odrediti atmosferski tlak p na visini h =30 000 m.  
Prvo uzimamo u obzir da je po gornjoj tablici 30 000 u dijelu između h2 =20000 m i h2 =32 000 m, te stoga indeks b poprima vrijednost 2. Također, stopa opadanja standardne temperature nije jednaka nuli, te treba primijeniti prvu jednadžbu.
{\displaystyle {p}=p_{2}\cdot \left[{\frac {T_{2}}{T_{2}+L_{b}\cdot (h-h_{2})}}\right]^{\frac {g_{0}\cdot M}{R^{*}\cdot L_{2}}}}
ili
{\displaystyle {p}=5474,89\cdot \left[{\frac {216,65}{216,65+0,001\cdot (30000-20000)}}\right]^{\frac {9,80665\cdot 28,9644}{8314,32\cdot 0,001}}}
{\displaystyle {p}=5474,89\cdot \left[{\frac {216,65}{226,65}}\right]^{34,163195}}
{\displaystyle {p}=5474,89\cdot 0,214044}
{\displaystyle {p}\ =1171,867}   paskala na 30 000 metara

### Lokalne promjene atmosferskog tlaka
Atmosferski tlak se znatno mijenja na Zemlji, a te promjene su vrlo bitne u proučavanju vremena i klime.
Najveći zabilježeni atmosferski tlak na Zemlji od 108,6 kPa (1086 mbar ili 32,06 palaca žive), dogodio se u Mongoliji, u mjestu Tosontsengel, Khövsgöl 19. prosinca 2001.
Najniži zabilježeni tlak (koji nije vezan uz pojavu tornada), od 87,0 kPa (870 mbar ili 25,69 palaca žive), dogodio se u zapadnom dijelu Tihog oceana tijekom uragana Tipa 12. listopada 1979. Za Atlantski ocean ta je vrijednost 88,2 kPa (882 mbar ili 26,04 palaca žive) izmjerena tijekom uragana Wilme 19. listopada 2005.
Atmosferski tlak pokazuje dva put dnevnu promjenu uzrokovanu globalnim atmosferskim promjenama.
Ovaj učinak je najprimjetniji u tropskom pojasu, s promjenama od nekoliko hPa, dok je u polarnim područjima skoro 0. Grafikon na početku stranice prikazuje ove promjene u sjevernoj Europi.

## Poveznice
- Atmosfera
- Barometar
- Nadmorska visina
- Visinomjer

## Vanjske poveznice
- (engl.) NASA page on the 1976 Standard Atmosphere
- (engl.) Source code and equations for the 1976 Standard Atmosphere  Arhivirana inačica izvorne stranice od 25. studenoga 2005. (Wayback Machine)
- (engl.) A mathematical model of the 1976 U.S. Standard Atmosphere
- (engl.) Calculator using multiple units and properties for the 1976 Standard Atmosphere